# Rodeillo
Rodeillo es un pueblo ubicado a 25 kilómetros de Pichilemu, en la zona central de Chile.
El pueblo tiene un molino de agua construido en 1952 por el vecino José Elizardo Muñoz Vargas, el que se ha convertido en una atracción turística.